# Museum für Volksarchitektur und Brauchtum Prelesne
Das Museum für Volksarchitektur und Brauchtum Prelesne (ukrainisch Музей народної архітектури, побуту та дитячої творчості в селі Прелесне) ist ein Freilichtmuseum im ukrainischen Dorf Prelesne in der Oblast Donezk.

## Geschichte
Das Museum geht auf die Initiative des Ethnologen und Künstlers Alexander Iwanowitsch zurück. Beginnend 1983 hat er mit Studierenden und Enthusiasten viele Denkmäler der Volksarchitektur entdeckt, Häuser in das Museum transloziert und Museumsgut gesammelt. Daneben hat er auch Volkslieder und Märchen gesammelt. 1992 erhielt das Museum den Status eines staatlichen Museums und wurde ein Zweigmuseum des Donezker Regionalen Kunstmuseums.

## Beschreibung
Das Museum besteht aus einem typischen Bauernhaus des 19. Jahrhunderts aus der Slobozhanshchina mit landwirtschaftlichen Gebäuden, Windmühle und Schmiede. In einer Ausstellungshalle werden volkskundliche Exponate aus der Sloboda-Ukraine gezeigt.

## Kinderkunst
Ein Alleinstellungsmerkmal ist eine für die Ukraine einzigartige Kunstausstellung mit Kunst von Kindern.